# Gdańskie Towarzystwo Wioślarskie Gedania
Gdańskie Towarzystwo Wioślarskie „Gedania” – klub wioślarski w Gdańsku. Działalność prowadzi od roku 1948 – pierwotnie jako sekcja Klubu Sportowego "Gedania", a od roku 2004 jako niezależne stowarzyszenie kultury fizycznej.

## Historia
Sekcję wioślarską Klubu Sportowego „Gedania” założyli w roku 1948 byli członkowie przedwojennego Klubu Wioślarskiego w Gdańsku. Wobec zniszczeń wojennych, w pierwszej kolejności od podstaw zbudowana została przystań nad Martwą Wisłą przy Moście Siennickim. Członkostwo PZTW sekcja uzyskała w 1949. Już w 1950 roku komunistyczne władze, ramach ogólnopolskiej reorganizacji sportu, nakazały KW Gedania przyłączyć się do branżowego zrzeszenia Kolejarz. Rok później sekcja wioślarska stała się Kołem Sportowym Nr 231 przy Radzie DOKP w Gdańsku. W okresie tym sekcja miał poważne problemy zarówno z pozyskiwaniem sprzętu pływającego, jak i z finansowaniem szkolenia.
W styczniu 1957 roku, na fali odwilży gomułkowskiej, wioślarze wrócili do reaktywowanego Klubu Sportowego „Gedania”, jako jego niezależna sekcja. Pomimo towarzyszących temu poważnych sporów personalnych i groźby rozłamu, jedność sekcji została utrzymana, a ponadto zdołano zachować hojny mecenat PKP. Pozwoliło to rozwinąć działalność szkoleniową i zakupić porządny sprzęt. Od tej pory do końca lat 60. klub czynił stopniowy progres wyników w rywalizacji sportowej – najpierw lokalnej, a potem ogólnopolskiej.
Początek lat 70. zbiegł się z zakończeniem budowy nowej – nowoczesnej na tamte czasy – przystani wioślarskiej i udziałem pierwszego wioślarza klubu w igrzyskach olimpijskich {w 1972 roku}. Rozwoju sekcji nie wstrzymał nawet poważny rozłam, w wyniku którego znaczna część zawodników odeszła i utworzyła sekcję wioślarską przy istniejącym w Gdańsku klubie RKS Stoczniowiec. Pomimo takiego osłabienia, pod koniec lat 70. wioślarze Gedanii stanowili na arenie krajowej potęgę. Ukoronowaniem tych sukcesów był występ aż sześciu zawodników na Igrzyskach Olimpijskich w Moskwie (jeden z nich czasowo odbywał służbę wojskową w Zawiszy Bydgoszcz). Klubowa dwójka bez sterniczki zdobyła na tych igrzyskach brązowy medal. Sukcesy na arenie krajowej kontynuowane były niemal do końca lat 80. Kres potęgi sekcji przyniósł ówczesny kryzys gospodarczy. Spowodował on znaczne ograniczenie finansowania Gedanii przez PKP. Wszystkie sekcje ograniczyć musiały wydatki i nabór młodych zawodników.
Zadłużenie klubu i zła sytuacja materialna wszystkich sekcji spowodowała reorganizację KKS Gedania, dokonaną w 2003 i 2004 roku. Wszystkie sekcje klubu stały się niezależnymi jednosekcyjnymi stowarzyszeniami. Statut jednosekcyjnego Gdańskiego Towarzystwa Wioślarskiego „Gedania” uchwalony został 15 kwietnia 2003 roku. Przeniesienie na ten podmiot majątku sekcji wioślarskiej dotychczasowego klubu i rejestracja zakończyła się w czerwcu 2004. GTW Gedania została organizacją pożytku publicznego.
W XXI wieku klub nie zdołał nawiązać do wcześniejszych sukcesów. Obecnie ogranicza się do działalności wioślarskich mastersów i – w ograniczonym zakresie – szkolenia młodszych zawodników. Infrastruktura przystani klubowej jest jednak nie najlepsza (pomimo modernizacji w latach 2013-2015), a sprzęt pływający jest w złym stanie technicznym.

## Galeria

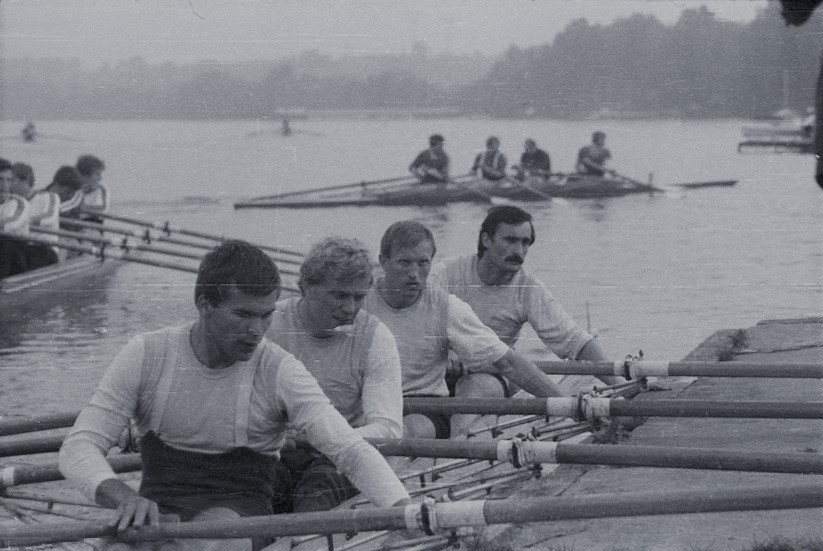
Klubowa czwórka w 1984: Z. Andruszkiewicz, W. Buksiński, W. Czapiewski, K. Nawrocki
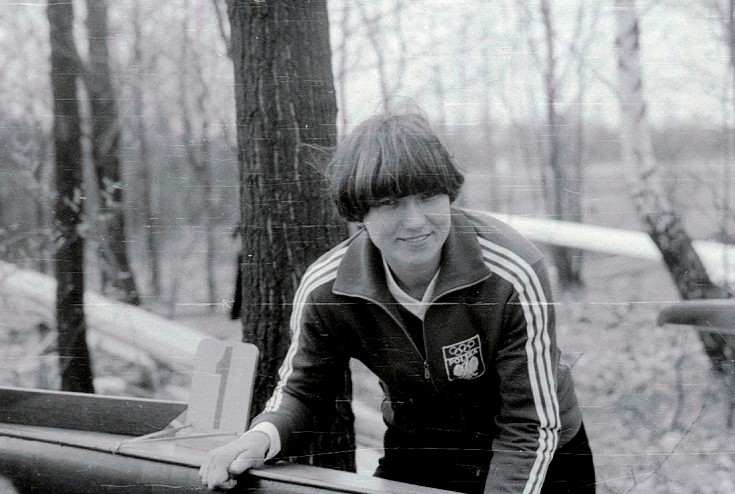
Małgorzata Dłużewska 1982
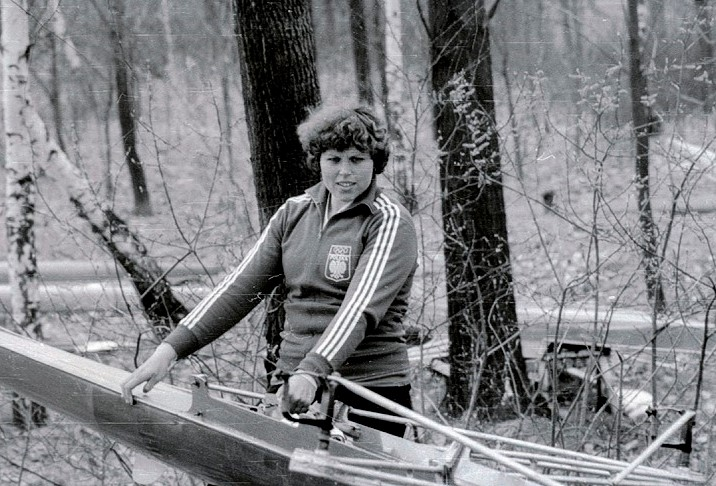
Czesława Kościańska 1982
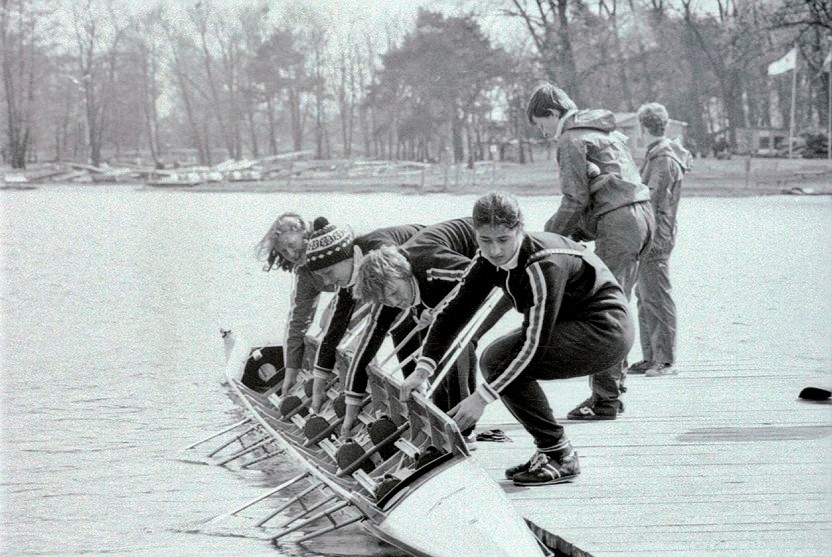
Czwórka Gedanii w 1981: W. Kiełsznia, U. Niebrzydowska, I. Kaczorek, Z. Kwela, st. Malinowska

## Nazwy
Wioślarze Gedanii od 1948 działali pod różnymi nazwami:
1948-1950 – sekcja w Klubie Sportowym „Gedania”,
1950-1951 – sekcja w Związkowym Klubie Sportowym „Kolejarz - Gedania”,
1951-1956 – Koło Sportowe Nr 231 przy Radzie DOKP w Gdańsku,
1957-1967 – sekcja Klubu Sportowego „Gedania”,
1968-2004 – sekcja Kolejowego Klubu Sportowego „Gedania”,
od 2004 – Gdańskie Towarzystwo Wioślarskie  „Gedania”.

## Wyniki Sportowe
W latach 70. oraz 80. Gedania była jednym z czołowych klubów wioślarskich Polski. Największym  sukcesem wioślarzy był jednak udział aż sześciu zawodników klubu (oraz z dwóch wychowanków) w igrzyskach olimpijskich. Poza Krzysztofem Markiem wszyscy startowali na tych samych igrzyskach – w 1980 w Moskwie. Świadczy to dobitnie o sile gdańskich wioseł na przełomie lat 70. i 80.
W latach 90. wioślarze Gedanii nadal odnosili pewne sukcesy w rywalizacji krajowej, powołań do kadry narodowej było jednak znacząco mniej. Wyjątek tu stanowi dwójka juniorów bez sternika Sebastian Kremer – Leszek Kępka, którzy reprezentowali Polskę na mistrzostwach świata juniorów w 1996 roku.
W XXI wieku zawodnicy Gedanii odnosili jedynie pojedyncze sukcesy. Największym były wyniki juniora, Stanisława Pójanowskiego, który wraz z reprezentacyjną czwórką podwójną wygrał w 2013 roku międzynarodowe regaty Coupe de la Jeunesse w Lucernie, a w 2014 wystąpił na mistrzostwach świata juniorów w Hamburgu.
W ostatnich latach, według punktacji Polskiego Związku Towarzystw Wioślarskich, klub zajął następujące miejsca w klasyfikacji drużynowej: 
- w roku 1997 – 17. miejsce na 35 sklasyfikowanych klubów[9],
- w roku 1998 – 17. miejsce na 35 sklasyfikowanych klubów[10],
- w roku 1999 – 17. miejsce na 32 sklasyfikowane kluby[11],
- w roku 2000 – 11. miejsce na 33 sklasyfikowane kluby[11],
- w roku 2001 – 24. miejsce na 33 sklasyfikowane kluby[11],
- w roku 2002 – 25. miejsce na 33 sklasyfikowane kluby[11],
- w roku 2003 – 19. miejsce na 34 sklasyfikowane kluby[11],
- w roku 2004 – 24. miejsce na 34 sklasyfikowane kluby[11],
- w roku 2005 – 25. miejsce na 36 sklasyfikowanych klubów[11],
- w roku 2006 – 28. miejsce na 34 sklasyfikowane kluby[11],
- w roku 2007 – 24. miejsce na 35 sklasyfikowanych klubów[11],
- w roku 2008 – 28. miejsce na 37 sklasyfikowanych klubów[11],
- w roku 2009 – 34. miejsce na 38 sklasyfikowanych klubów[11],
- w roku 2010 – 29. miejsce na 37 sklasyfikowanych klubów[11],
- w roku 2011 – 28. miejsce na 35 sklasyfikowanych klubów[11],
- w roku 2012 – 23. miejsce na 35 sklasyfikowanych klubów[11],
- w roku 2013 – 26. miejsce na 38 sklasyfikowanych klubów[11],
- w roku 2014 – 22. miejsce na 36 sklasyfikowanych klubów[12],
- w roku 2015 – 31. miejsce na 38 sklasyfikowanych klubów[13],
- w roku 2016 – 37. miejsce na 37 sklasyfikowanych klubów[14],
- w latach 2017-2019 klub nie został sklasyfikowany[15][16][17].

## Najwybitniejsi zawodnicy

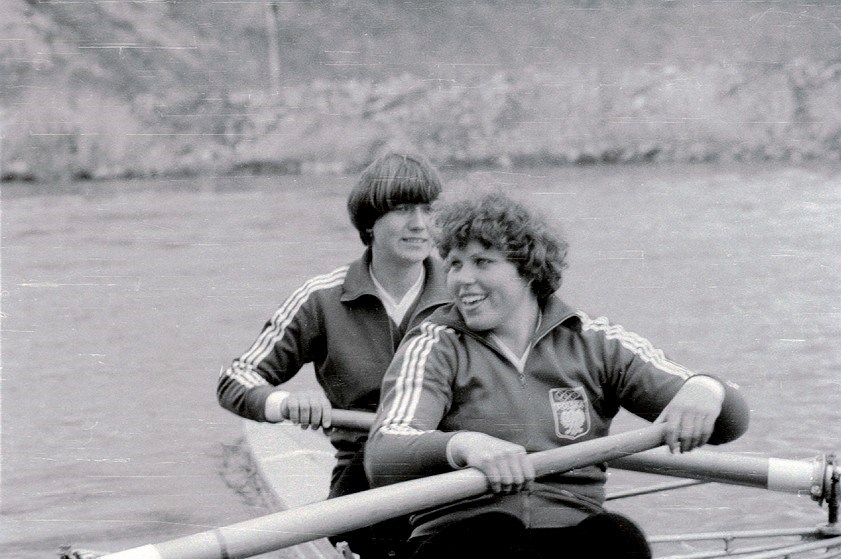
C. Kościańska i M. Dłużewska w 1982

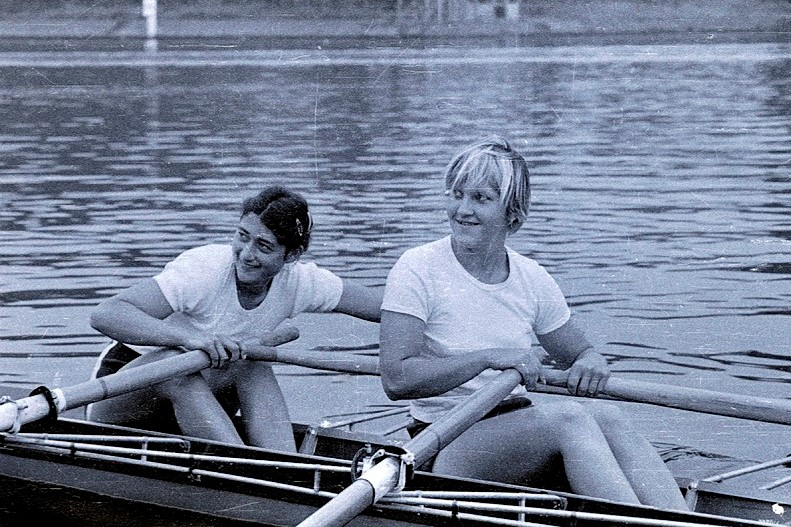
W. Kiełsznia i U. Niebrzydowska na dwójce podwójnej w 1982

Najwybitniejszymi zawodnikami Gedanii Gdańsk w jej historii byli:
Czesława Kościańska – medalistka olimpijska i mistrzostw świata. Odniosła następujące sukcesy:
- 1980 –  Igrzyska Olimpijskie, Moskwa – dwójka bez sternika –  srebrny medal,
- 1982 – Mistrzostwa Świata, Lucerna – dwójka bez sternika –  srebrny medal,
- 1979 – Mistrzostwa Świata, Bled – czwórka ze sternikiem –  brązowy medal,
- 1988 –  Igrzyska Olimpijskie, Seul – czwórka ze sternikiem – VIII miejsce,
- 1981 – Mistrzostwa Świata, Monachium – dwójka bez sternika – V miejsce,

Małgorzata Dłużewska – medalistka olimpijska i mistrzostw świata. Jej najlepsze wyniki:
- 1980 –  Igrzyska Olimpijskie, Moskwa – dwójka bez sternika –  srebrny medal,
- 1982 – Mistrzostwa Świata, Lucerna – dwójka bez sternika –  srebrny medal,
- 1979 – Mistrzostwa Świata, Bled – dwójka bez sternika –  brązowy medal,
- 1981 – Mistrzostwa Świata, Monachium – dwójka bez sternika – V miejsce,

Krzysztof Marek – pierwszy olimpijczyk w historii klubu, a po zakończeniu kariery – trener w Gedanii Gdańsk. Jego osiągnięcia:
- 1972 –  Igrzyska Olimpijskie, Monachium – ósemka – VI miejsce,
- 1970 – Mistrzostwa Świata, St. Catharines – ósemka – VI miejsce,
- 3 tytuły Mistrza Polski.

Wiesława Kiełsznia i Urszula Niebrzydowska – olimpijki, które pływając ze sobą w jednej osadzie zajęły następujące miejsca:
- 1980 –  Igrzyska Olimpijskie, Moskwa – ósemka – odpadły w repasażach,
- 1979 – Mistrzostwa Świata Juniorów, Moskwa – dwójka bez sternika – VII miejsce,

Zbigniew Andruszkiewicz – wychowanek klubu, uczestnik mistrzostw świata seniorów, a w okresie pełnienia zasadniczej służby wojskowej w Zawiszy Bydgoszcz, olimpijczyk. Jego największe osiągnięcia to:
- 1980 –  Igrzyska Olimpijskie, Moskwa – czwórka podwójna – VII miejsce,
- 1981 – Mistrzostwa Świata, Monachium – czwórka podwójna – IX miejsce.

Władysław Beszterda – wychowanek klubu. Po przejściu do Stoczniowca Gdańsk olimpijczyk naIgrzyskach Olimpijskich w 1980 w Moskwie i wielokrotny reprezentant Polski na mistrzostwach świata:
Beata Dziadura – wychowanka klubu. Po przejściu do Stoczniowca Gdańsk olimpijka naIgrzyskach Olimpijskich w 1980 w Moskwie i wielokrotna reprezentantka Polski na mistrzostwach świata: